# Mariusz Zawadzki

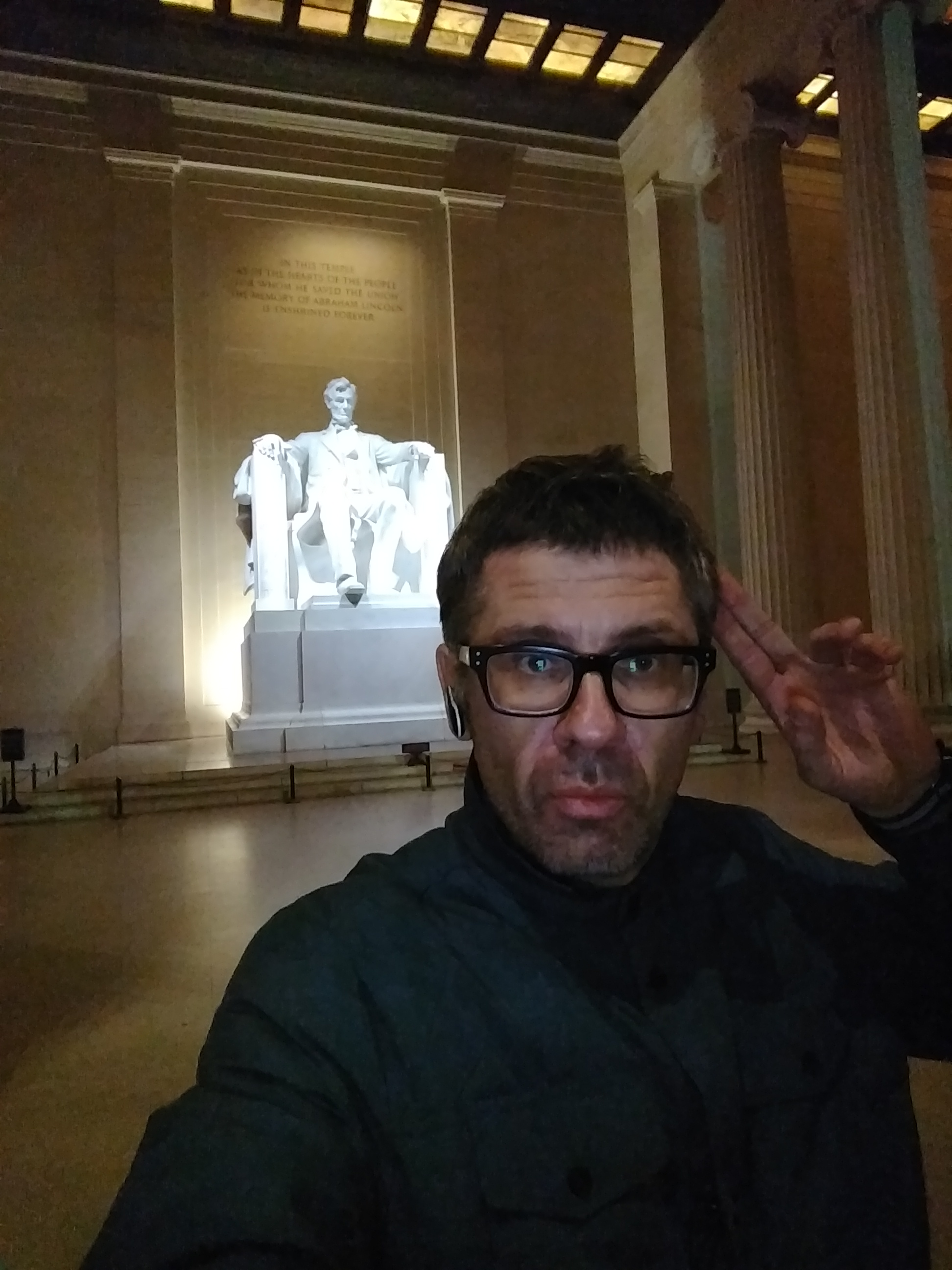
Mariusz Zawadzki

Mariusz Zawadzki (ur. 1970) – polski dziennikarz i reportażysta.

## Życiorys
Absolwent Wydziału Matematyki, Informatyki i Mechaniki Uniwersytetu Warszawskiego (MIMUW) na kierunku informatyka. Uczestnik studium doktoranckiego na MIMUW w latach 1995–1998. Korespondent Gazety Wyborczej na Bliskim Wschodzie, a w latach 2010–2017 w USA. Od 2017 współpracownik tygodnika „Polityka”. Za debiutancki zbiór reportaży Nowy wspaniały Irak został nominowany do Nagrody Literackiej „Nike” 2013 oraz znalazł się w finale Nagrody im. Ryszarda Kapuścińskiego za 2012

## Książki
- Nowy wspaniały Irak (Wydawnictwo W.A.B., Warszawa 2012)